# Сейерстед, Адриан Смисет
Адриан Смисет Сейерстед (норв. Adrian Smiseth Sejersted, род. 16 июля 1994 года) — норвежский горнолыжник, бронзовый призёр чемпионата мира 2025 года, призёр этапов Кубка мира.

## Карьера
В 2014 году Сейерстед стал чемпионом мира среди юниоров в Ясне. В этом же сезоне он дебютировал на этапе Кубка Мира в Ленцерхайде, где финишировал на 14 месте и завоевал кубковые очки.
В сезоне 2020/21 норвежец впервые поднялся на подиум Кубка Мира в супергиганте, завоевав второе место в Валь-д'Изере. Уже в следующем супергиганте в Бормио Сейерстед повторил свой подиумный успех и занял третье место.
На чемпионате мира 2025 года в Зальбахе, в супергиганте, сумел завоевать бронзовую медаль, уступив победителю Марко Одерматту 1,15 секунды.

## Личная жизнь
Является младшим братом бывшей норвежской горнолыжницы Лотте Смисет Сейерстед (род. 1991).

## Результаты

### На чемпионатах мира
| Год  | Возраст | Слалом | Гигантский слалом | Супергигант | Скоростной спуск | Комбинация |
| ---- | ------- | ------ | ----------------- | ----------- | ---------------- | ---------- |
| 2019 | 24      | —      | —                 | 8           | 14               | 16         |
| 2023 | 28      | —      | —                 | 7           | 16               | DNF1       |
| 2025 | 30      | —      | —                 | 3           | 6                | —          |

### На Кубке Мира
| Год  | Возраст | Общий зачёт | Слалом | Гигантский слалом | Супергигант | Скоростной спуск | Комбинация |
| ---- | ------- | ----------- | ------ | ----------------- | ----------- | ---------------- | ---------- |
| 2014 | 19      | 113         | —      | —                 | 45          | —                | —          |
| 2016 | 21      | 133         | —      | —                 | 46          | —                | —          |
| 2017 | 22      | 76          | —      | —                 | 24          | 40               | 30         |
| 2018 | 23      | 63          | —      | —                 | 20          | 35               | —          |
| 2019 | 24      | 34          | —      | —                 | 13          | 24               | —          |
| 2020 | 25      | 64          | —      | —                 | 24          | 25               | —          |
| 2021 | 26      | 13          | —      | —                 | 4           | 21               | —          |